# Ermita de Sant Miquel (Aldaia)
L'ermita de San Miquel és un petit temple situat al carrer Sant Miquel, 7, al municipi d'Aldaia. És Bé de Rellevància Local amb identificador nombre 46.14.021-002.

## Descripció
El temple forma part d'un habitatge compost de planta baixa i pis. La seua façana és inconspícua, solament assenyalada per un retaule del sant titular i una porta de llinda. En la terrassa de l'habitatge es troba una espadanya amb campana així com un altre element disposat simètricament però que és cec i alberga un bust de la Verge.
Les dimensions de l'interior són modestes. El pis és de llosetes blanques i negres i el sostre està plafonat. Hi ha un altar barroc amb la imatge de San Miquel.